# 아즈마정 (가고시마현)
아즈마정(일본어: 東町)은 일본 가고시마현 이즈미군에 북서부에 위치했던 정이다. 2006년 3월 20일에, 인접했던 나가시마정과 합병해 나가시마정이 되었다.

## 지리
가고시마현 북서부에 위치하며 현의 최북단에 해당한다. 나가시마(나가시마 본섬)의 동부를 차지하며 18개의 섬으로 구성되어 있다.

## 역사
- 1889년 4월 1일 - 정촌제 시행에 의해 히가시나가시마촌이 성립하였다.
- 1956년 10월 1일 - 정으로 승격해, 아즈마정이 되었다.

## 교통

### 도로
- 국도 389호선

## 참고 문헌
- 角川日本地名大辞典編纂委員会,『角川日本地名大辞典 鹿児島県』1983, 角川書店